# Klikawka
Klikawka – struga dorzecza Wisły, będąca jej lewobocznym dopływem. Początkiem rzeki jest źródło bijące we wsi Tomaszów niedaleko Puław. Na początku swojego biegu płynie na zachód, lecz po wpłynięciu w Las Klikawski wpływa do niewielkiego jeziorka z którego wypływa kierując się już w stronę północy. Kilka kilometrów dalej po lewej stronie łączy się z nienazwanym ciekiem, zmieniając przy tym kierunek na północno-wschodni. Następnie wpływa do niewielkiej sadzawki, zmieniając bieg znowu na północny. Potem tworzy kilka meandrów, tworzy duże zakole i zmienia kierunek na wschodni. Kilka kilometrów później przepływa pod drogą wojewódzką nr 738, po czym zmienia kierunek na północno-zachodni. Kilka metrów dalej przepływa pod drogą wojewódzką nr 741 i pod drogą krajową nr 12. Dalej dopływa do wsi Kowala, gdzie zmienia kierunek na zachodni. Dalej przepływa przez Podmieście i w Regowie Starym łączy się z rzeczką Niewiadomką. Kilkaset metrów dalej uchodzi do Wisły jako jej lewy dopływ. Długość Klikawki wynosi 19,5 km.